# 飯包南山瀑布
飯包南山瀑布位於宜蘭縣南澳鄉飯包南山東南東方山麓溪谷，瀑布標高約810公尺至640公尺，分上、下兩層，上層瀑布落差約30公尺，下有一約30公尺寬的瀑潭；下層瀑布落差約140公尺，至崖壁上直衝而下，總落差達170公尺。瀑布水量豐沛，規模可媲美日本三大名瀑中的那智瀑布，相當壯觀。臺灣已故知名空拍攝影師齊柏林曾攝有此瀑布的影像紀錄。目前瀑布只能以溯溪方式前往。

## 解
1. ↑  根據《臺灣通用電子地圖【NLSC】》、《農航所（正射影像圖）》對照。